# Тиханова, Мария Александровна
Мария Александровна Тиха́нова (1 [13] февраля 1898, Санкт-Петербург — 10 апреля 1981, Ленинград, СССР) — советский археолог, кандидат исторических наук, профессор, сотрудник Института истории материальной культуры Академии наук СССР

## Биография
Окончила в 1919 г. историко-филологический факультет Петроградского университета, оставлена для подготовки к профессорскому званию, занималась на семинарах О. А. Добиаш-Рождественской, И. М. Гревса, Л. П. Карсавина.
В 1920 году поступила ассистентом кафедры средних веков университета (кабинет вспомогательных исторических дисциплин), является библиографом в Российской книжной палате. С того же года работала в ГАИМКе. С 1922 — научный сотрудник, секретарь Византийского отдела и Крымского комитета, принимает активное участие в археологических экспедициях.
Участвовала в раскопках в Крыму (Мангуп, 1938—1939 гг.), поселений черняховской культуры Лука-Врублевецкая, Лепесовке (один из опорных памятников) в 1953—1961 гг.
В 1938 году М. А. Тихановой присуждается степень кандидата исторических наук по совокупности работ. Она начинает подготовку докторской диссертации «Запад и Киевская Русь IX—XI вв.», но не защищает её.
В годы Великой Отечественной войны заведовала сектором Древней Руси и Восточной Европы Института истории материальной культуры.
В послевоенные годы принимает активное участие в создании фундаментальных коллективных трудов: соавтор и соредактор «Истории культуры Древней Руси» (1951), «Истории Молдавии» (1951), «Очерков истории СССР» (1958).

## Основные работы[2]
- История техники в научных учреждениях Ленинграда // Архив истории науки и техники. Вып. II. Л., 1933. С. 337—343.
- Фридрих Энгельс о феодальной технике // История техники. — 1937. — Вып.5. — С.161—192.
- Культура западных областей Украины в первые века нашей эры (К вопросу об этногенезе восточных славян) // Материалы и исследования по археологии СССР. — 1941. — № 6. — С. 247—278.
- Оборона древнерусских городов. Л., 1942 (в соавт. с Д. С. Лихачёвым).
- Пути развития русской культуры X—XIII вв. // История культуры Древней Руси. М.-Л. — 1951. — Т.II. — C. 510—530. (Совместно с Н. Н. Ворониным).
- Материалы по археологии Юго-Западного Крыма. М.; Л., 1953 (в соавт.);
- О локальных вариантах черняховской культуры // Советская археология. — 1957. — № 4. — С.168—194 .
- Раскопки поселения у с. Лепесовка // Доклады и сообщения археологов СССР (Международный конгресс доисториков и протоисториков; VII-й). М. — 1966. — С.209—214.
- К вопросу об обмене и торговле в эпоху черняховской культуры // Краткие сообщения Института археологии. — Вып.138. — 1974. — С.66—73.
- О местах обитания и направлениях движения славян I—VII вв. н. э. (совм. с Д. А. Мачинским) // Acta archaeologica Carpathica. 1976. T. 16;
- К вопросу о достоверности датировки закрытых комплексов с римскими монетами // Краткие сообщения Института археологии. — Вып.159. — 1979. — С.37—43.
- Из прошлого Института Археологии АН СССР (РАИМК — ГАИМК) // Институт археологии: Краткие сообщения / АН СССР; Ин-т археологии. Т. 163: Институту археологии 60 лет.- М.: Наука, 1980. С. 34—36
- The structure of the Lepesovka settlement (co-auth.) // Die Sîntana de Mureş — Černjachov Kultur. Bonn, 1999.